# Jean Pio
Jean Frédéric Guillaume Emile Pio (1. juli 1833 – 12. januar 1884) var skolemand. Han blev født i Toksværd på Sjælland som søn af kaptajn Vilhelm Emil Laurent Pio og Anna Marie (født Brix). Familien stammede oprindelig fra Frankrig. 
Som 17-årig blev han student fra Roskilde Katedralskole. Han påbegyndte sit filologiske studium på universitetet med det samme, men måtte af helbredshensyn holde en pause og var i en tid huslærer på landet. I 1857 færdiggjorde han sit studium og blev filologisk kandidat. Han blev derefter ansat som lærer ved en række københavnske skoler, heriblandt Borgerdydskolen i København, og som leder af et privat artiumskursus. Han foretog i 1864-65 en rejse til Athen og ventede at få et lektorat i græsk ved Københavns Universitet efter hjemkomsten. Han fik det dog ikke og takkede i stedet ja til en huslærerstilling hos grev Frijs-Frijsenborg, hvor han var indtil 1868. Samme år i juli blev han udnævnt til Borgerdydskolens bestyrer efter professor K. Rovsing, først alene, siden i fællesskab med S.G. Møller. Skolen trivedes vel under hans ledelse, og han fandt tid til også at sætte sig et spor i den danske folkeskoles historie. Sin store interesse for opdragelse og undervisning kom bl.a. til udtryk i hans arbejde i:
- Pædagogisk Selskabs bestyrelse,
- Oprettelsen af tidsskriftet Vor Ungdom, som han 1881-83 redigerede med H. Trier og P. Voss,
- Udgivelsen af en række meget anvendte skolebøger.

Pio ægtede 23. december 1868 komtesse Elisabeth Susanne Sophie Sponneck (født 24. juni 1846), datter af gehejmeråd W.C.E. Sponneck (finansminister) og Antionette Siegfriede (født von Lowzow). I 1875 fik Pio titel af professor. 12. januar 1884 døde han efter kun få dages sygdom. 
Han var bror til socialistordføreren Louis Pio

## Værker
- Contes populaires Grecs (1879),
- Oversættelse af H.C. Andersens Historien om en Moder til femten sprog (1875) med Vilh. Thomsen
- Adskillige tidsskriftafhandlinger